# COCOHELI
COCOHELI（ココヘリ）は、AUTHENTIC JAPAN株式会社が開発した山岳救助用無線測位（ビーコン）システム。920MHz帯を使用し最大16kmまで送信可能な、20gと軽量な小型発信機を会員証として発行しており、34都道県の山岳警備隊（警察）、山岳救助隊（消防）、海上保安庁に専用となる小型受信機や20kmまで受信可能な大型受信機などが導入されているほか、東京消防庁ハイパーレスキュー隊では隊員の2次災害防止目的のほか、林野庁でも導入が行われている。また、発信機にはBluetooth機能が搭載されているため、携帯電話で最大200mの範囲で発信機の捜索が可能となっている。
2021年のグッドデザイン賞で金賞を受賞した。

## 概要
福岡市のベンチャー企業、AUTHENTIC JAPAN代表の久我一総が開発した。福岡市で生まれた久我は九州松下電器に勤務しており、コードレス電話の商品企画に携わっていた。そこで技術者から「新しく開放される周波数帯なら人命救助にも使える」と助言を受けていた。その後、祖母が認知症を発症したことが契機となり2011年に起業した。当初、認知症の徘徊を監視する目的で開発を始めるが、人命救助用に応用した形として2016年、正式にサービスを開始した。このサービスを利用するには会員として年間3,650円の会員費が必要となるが、この会員費で捜索費用が賄われ、最大1億円まで自己負担が不要となっており、用品の補償もなされる制度となっている。
従来のヘリコプターを使用した救助活動では要救助者の位置特定に時間が掛かり、また、発見できず引き返すなどの事象が発生しており、携帯電話の圏内であっても要救助者に対し「ヘリが確認できたか？」「ヘリはどの方角に見えるか？」など音声での位置確認を必要とし、収容まで大幅に時間を要していた。しかし、ビーコンを採用したことで通話が不要となり、正確な位置の特定が可能となった。
1989年（平成元年）からの登山ブームにより事故件数も増加し、2018年は2,661件を記録し過去最悪となったことで救助機関は捜索の迅速化が課題となっており、効果的な方法が模索されるなか、ココヘリの普及率と位置特定の正確性が評価されたことで導入が開始されている。
なお、ココヘリは救助機関に対し自ら通知する機能が無いため、通信手段が無い場合、パーティや家族、第三者による救助要請を必要とし、単独での入山や入山届が提出されておらず携帯電話での通信手段が途絶している場合、トランシーバーや衛星電話、他の衛星通信デバイス（Personal Locator Beacon, PLB）などを使用する必要がある。
長野県安曇野市では民間の山岳団体が、近年多発している遭難原因の5割近くを占める「道迷い」に対し、ドローンを利用しココヘリの電波を中継することによって、発見を容易にする実証実験を行っている。毎年遭難が相次ぐ月山でも地元団体による導入が決定され、登山者向けにレンタルが開始された。ドローンによる捜索救助訓練も行っており、管轄する山形県警寒河江警察署にも専用受信機が導入され、オーセンティックジャパンとの連携協定を締結。県警山岳救助隊が行った訓練では場所がピンポイントで特定されたことで早期発見に有効であると期待を寄せている。なお、一部スキー場や国内で開催されるトレイルランニング大会での携帯義務化も進んでいる。
2021年7月、長野穂高岳で発生した滑落事故では捜索活動にドローンが投入されており、受信機に反応が出たことで長野県警の地上部隊によって要救助者が発見された。悪天候であったため救難ヘリコプターは待機状態であったが、天候や視界不良に左右されないドローンの有効性が証明されている。
災害特化型の捜索デバイスとしてこのビーコン・システムを「COCOHELI TOWN（ココヘリタウン）」として街へエリア拡大し、サービスを開始した。